# Get Happy
Get Happy ist ein Song, der 1929 von Ted Koehler (Text) und Harold Arlen (Musik) komponiert und zuerst von Ruth Etting in der Nine-Fifteen Revue dargeboten wurde. Nach ersten Veröffentlichungen im Jahr 1930 wurde er ab den 1940er Jahren zum Jazzstandard und stilübergreifend von vielen Interpreten gecovert.

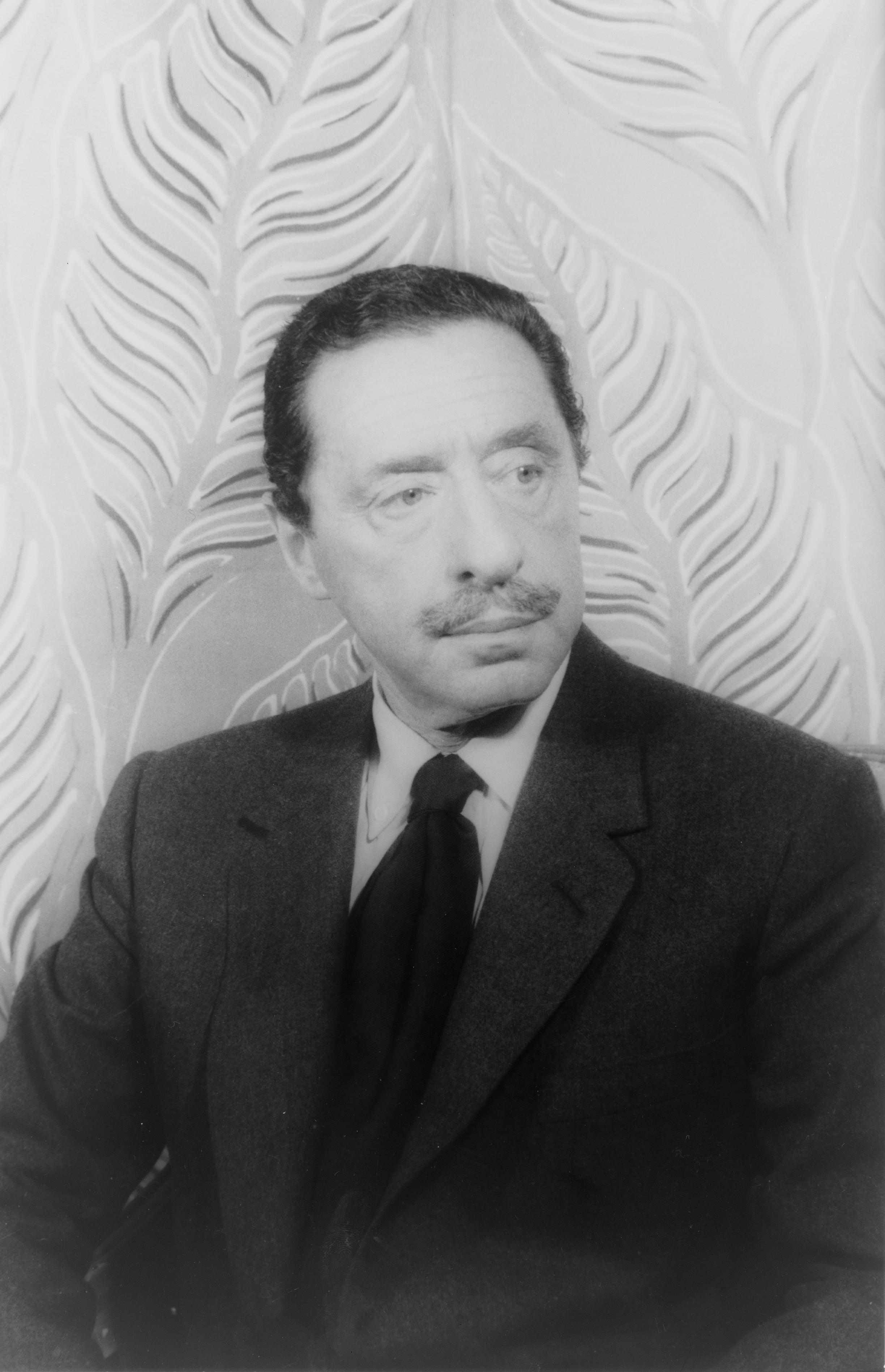
Harold Arlen, fotografiert von Carl van Vechten, 1960

## Entstehungsgeschichte und Uraufführung
Arlens Komposition in 32 Takten in der Form AABA entstand während der Probenarbeit für Vincent Youmans’ Musical
Great Day, bei der Arlen als Proben-Pianist verpflichtet war. Auf Vermittlung des Song Hunters Harry Warren spielte Arlen den Song Ted Koehler vor, der erkannte, dass er von dem gleichnamigen Lied in der Gospel-Musiktradition beeinflusst war; dieser Song enthielt die sich wiederholende rhythmische Phrase
„My soul got happy this morning
My soul got happy this morning, Lord“
die die Erfahrung des Heiligen Geists während des Gottesdienstes aufgriff. Er schrieb einen Text, der den zuversichtlichen Charakter der fast ausschließlich in Dur bewegenden Melodie auf das Motto Get Happy brachte: „Singt Halleluja, macht mit, werdet fröhlich, seid bereit für den Tag des Gerichts“.
Ruth Etting sang ihn dann 1930 in der wenig erfolgreichen Broadway-Show The Nine-Fifteen Revue, nahm ihn jedoch nie auf.
Nachdem Arlen und Koehler Get Happy dem Musikverlag Piantadosi vorgestellt hatten, erhielt Arlen einen Kontrakt als Komponist und das damals relativ hohe Gehalt von 50 Dollar pro Woche zusätzlich zu seinem Tantiemen. In Zusammenarbeit mit Koehler entstand eine Reihe weiterer Songs. Der Verleger Remick veröffentlichte den Song als Sheet music mit Ruth Etting auf dem Cover, worauf er bald von anderen Musikern entdeckt wurde.

## Plattenaufnahmen
Bereits Anfang 1930 entstanden weitere Gesangsversionen, im April von Nat Shilkret and the Victor Orchestra, mit dem er auf Position 6 der Charts gelangte; am 10. Mai wurde er von Frankie Trumbauer & His Orchestra für Okeh mit Joe Venuti und Eddie Lang aufgenommen und erreichte #15 der US-Hitparade. 1932 wurde eine Instrumentalversion in einem Hot-Jazz-Arrangement von Abe Lyman's Brunswick Recording Orchestra eingespielt, die dann als Erkennungsmelodie für den Warner Bros.-Zeichentrickfilm Merrie Melodies diente.
Populär wurde der Song in den Vereinigten Staaten durch die Interpretation von Judy Garland, die ihn 1950 in ihrem letzten MGM-Film Summer Stock sang und das Interesse an dem Song neu belebte. Obwohl die frühen Hit-Versionen Gesang enthielten, wurde er im Laufe der 1940er Jahre vor allem als Instrumentalstück beliebt. Der Chorus ergab einen effektvollen dramatischen Effekt; der Sermon-artige Songtext enthielt die Zeilen

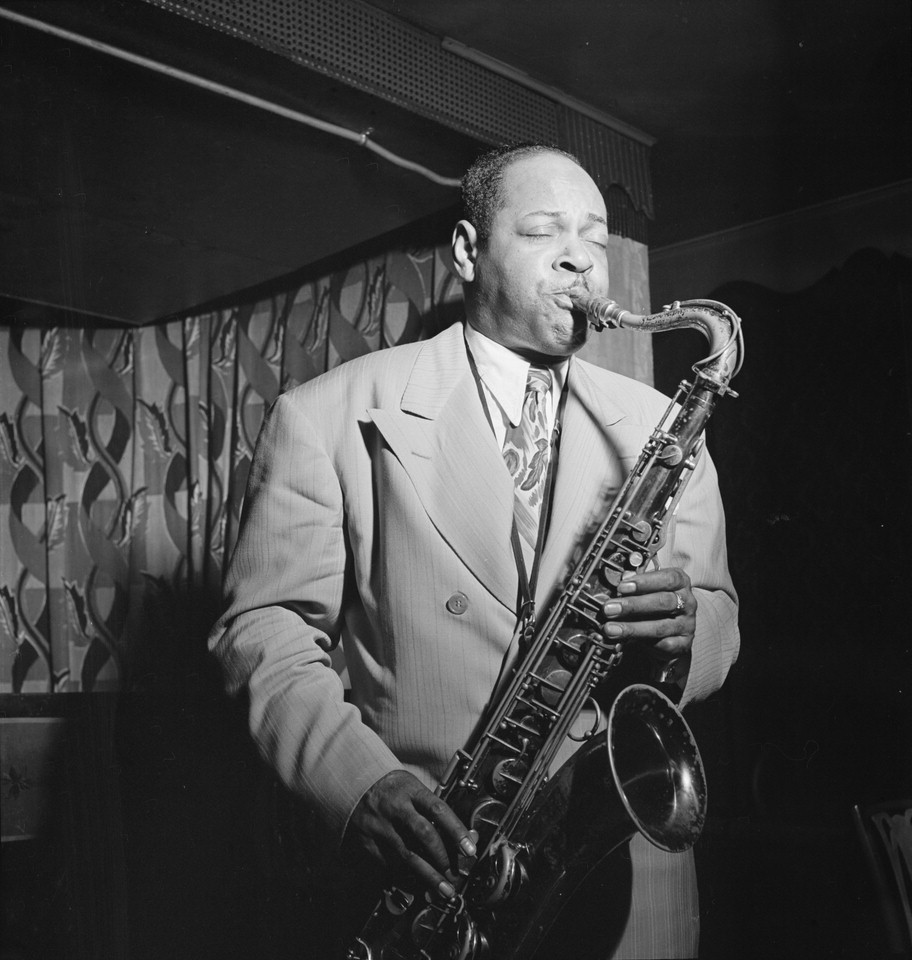
Coleman Hawkins im Spotlite Club, etwa September 1947.
Fotografie von William P. Gottlieb.

„pack up your troubles, c’mon get happy“ und
„the Lord is waiting to take your hand,
we’re going to the Promised Land.“
Zu einem beliebten Jazzstandard wurde der Song u. a. durch Interpretation von den Coleman Hawkins Swing Four für Signature Records, der ihn am 23. Dezember 1943 mit Oscar Pettiford, Eddie Heywood und Shelly Manne einspielte. Eine weitere berühmte Jazz-Fassung stammt von Red Norvo und seinem Sextett mit Dizzy Gillespie und Charlie Parker (Move!, 1945). Der Song diente auch Bud Powell als Ausgangspunkt für ihre Improvisationen.
Weitere Versionen nahmen J. J. Johnson mit dem Modern Jazz Quartet und Clifford Brown (The Eminent Jay Jay Johnson, 1953) sowie von June Christy, Jimmy Smith (1956), Sonny Rollins (1957), Mal Waldron (1959), Johnny Dankworth, Ella Fitzgerald (Ella Fitzgerald Sings the Harold Arlen Songbook, 1961),  Bud Powell (Jazz Giant, 1950), Frank Sinatra (Swing Easy!, 1954), und in neuerer Zeit durch Brad Mehldau und Rufus Wainwright.